# European Environmental Bureau
Het European Environmental Bureau (EEB, Europees Milieubureau) is een federatie van meer dan 140 niet-gouvernementele milieuorganisaties, gevestigd in alle 27 lidstaten van de Europese Unie (EU), kandidaat-lidstaten en een aantal omliggende landen. Deze organisaties strekken zich uit van lokaal en nationaal tot Europees en internationaal. De doelstelling van het EEB is het beschermen en verbeteren van het Europese milieu en het in staat stellen van de Europese burgers een rol te spelen bij het bereiken van dat doel.

## Aangesloten Belgische organisaties
- IEW - Inter-Environnement Wallonie
- IEB - Inter-Environnement Bruxelles
- BRAL - Brusselse Raad Voor het Leefmilieu
- BBL - Bond Beter Leefmilieu Vlaanderen

## Aangesloten Nederlandse organisaties
- De Faunabescherming
- Milieudefensie
- Mondiaal Alternatief
- Natuur en Milieu
- Natuurmonumenten
- Nederlands Cultuurlandschap
- NSG - Nederlandse Stichting Geluidshinder (geassocieerd)
- Waddenvereniging